# Periodo Reiwa

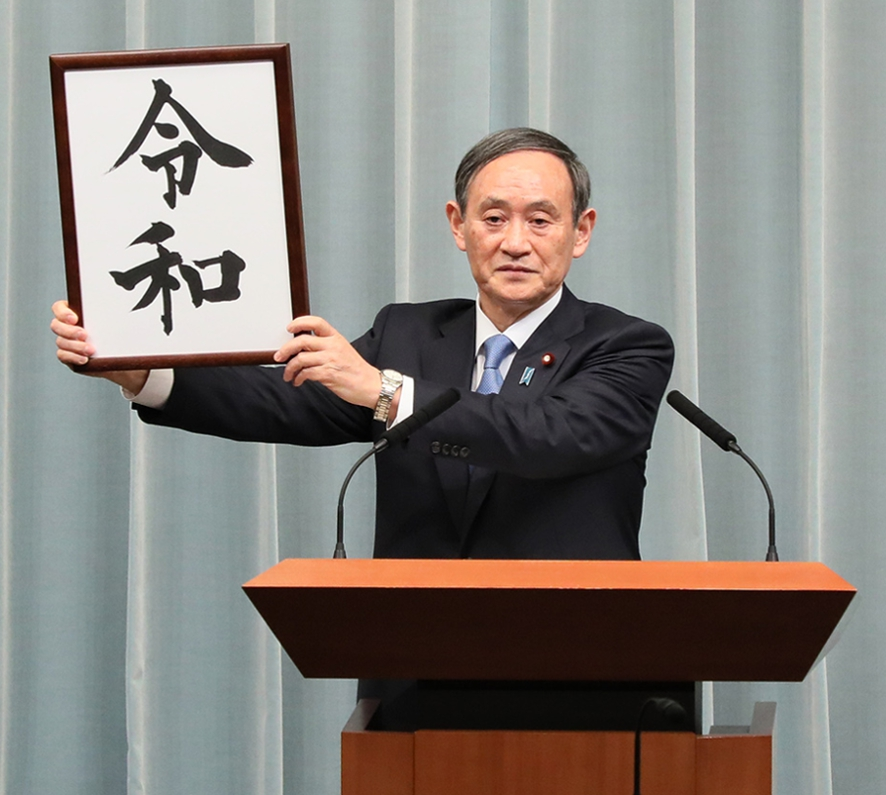
Yoshihide Suga rende nota la scelta del nome Reiwa per la nuova era del Giappone.

L'era Reiwa (令和時代?, Reiwa-jidai, lett. "periodo di bella armonia") è l'attuale era del Giappone.

## Storia
Il periodo Reiwa è iniziato il 1º maggio 2019, con l'ascesa al trono del crisantemo del principe della corona Naruhito, figlio dell'imperatore Akihito, come 126º Imperatore del Giappone. L'imperatore Akihito ha abdicato il 30 aprile 2019, dando fine al periodo Heisei.
L'anno 2019 corrisponde quindi al 31º anno del periodo Heisei ( 31 Heisei) di fino al 30 aprile, e al primo anno del periodo Reiwa (Reiwa 1 o 令和元年?, Reiwa gan'nen, lett. "anno di fondazione Reiwa") a partire dal 1º maggio. Il termine Reiwa è stato il primo tratto da un testo giapponese, l'antologia Man'yōshū.

## Tavola di conversione
Per convertire qualsiasi anno gregoriano, a partire dal 2019, nel corrispondente anno giapponese dell'era Reiwa, è necessario sottrarre 2018 dall'anno in questione.
| Reiwa      | 1    | 2    | 3    | 4    | 5    | 6    | 7    | 8    | 9    | 10   |
| ---------- | ---- | ---- | ---- | ---- | ---- | ---- | ---- | ---- | ---- | ---- |
| Gregoriano | 2019 | 2020 | 2021 | 2022 | 2023 | 2024 | 2025 | 2026 | 2027 | 2028 |